# Roman Hubczenko
Roman Hubczeńko (ur. 23 marca 1878 w Kopyczyńcach, zm. 16 grudnia 1958 w Opolu) – polski aktor.
Studiował na paryskiej politechnice, następnie rozpoczął pracę w kolejnictwie. Związany z teatrem, początkowo występował jako amator. Zawodowo grał we wrocławskim Teatrze Popularnym, także w Legnicy w Teatrze Nowym i Teatrze Ziemi Opolskiej.

## Wybrana filmografia
- 1957: Eroica
- 1958: Ósmy dzień tygodnia
- 1958: Dwoje z wielkiej rzeki
- 1958: Baza ludzi umarłych